# José Santaeulalia Serrán
José Santaeulalia Serrán (València, 18 d'abril de 1975), més conegut com a Josete Santaeulalia, és un dibuixant i escultor valencià. Tot i no signar Falles, forma part de la tercera generació d'una nissaga d'artistes fallers iniciada pel seu iaio Salvador Santaeulalia i continuada pel seu pare Miguel Santaeulalia. Els seus germans Miguel, Pedro i Alejandro completen la darrera línia del llinatge artístic dels Santaeulalia.
En 1994 aconsegueix una beca a l'empresa Lladró amb la preparació i ajuda del seu germà Miguel, qui amb anterioritat ja havia entrat a formar part de la famosa companyia valenciana de ceràmiques artístiques. Després de tres anys d'aprenentatge passa al planter de la mateixa com a escultor. Al llarg d'esta etapa professional realitza gires internacionals on fa exhibicions d'escultura en directe a les botigues arreu del món de la marca de Tavernes Blanques. És autor de la major creació de porcellana de la història titulada "Carnaval en Venecia".
De les seues mans han eixit treballs per a son pare i puntualment per al seu germà Alejandro, però realment amb qui més col·labora és amb Pedro Santaeulalia per al qual realitza els esbossos de les Falles d'este jugant un paper important en les obres plantades en els primers anys del 2000 a Pediatra Jorge Comín - Serra Calderona i també en els cadafals de Convent Jerusalem - Matemàtic Marzal. Les seues línies són molt valorades per altres artistes fallers i així crea dibuixos també per artistes com Vicent Llácer, David Sánchez Llongo, Paco Giner, Paco López, Javier Igualada, Josep Almiñana entre altres dins d'una llarga llista de professionals de l'art efímer festiu valencià.
Reconeix estar influenciat per artistes com Norman Rockwell, Uderzo i Gosciny i dins del món de les Falles per l'il·lustrador Ramon Pla i el seu propi pare. Defineix el seu estil com grotesc contingut i dota de comicitat a les escenes representades als seus dibuixos.
És autor del cartell de les Falles de València 2007. Ha realitzat portades per a publicacions com la degana revista El Turista Fallero i Cendra.